# لری کوئن
لری کوئن (انگلیسی: Larry Cohen؛ زادهٔ ۱۵ ژوئیهٔ ۱۹۴۱) یک کارگردان، تهیه‌کننده، و فیلم‌نامه‌نویس آمریکایی بود. او در ۲۳ مارس ۲۰۱۹، در سن ۸۲ سالگی بر اثر سرطان در خانه خود در بورلی هیلز، کالیفرنیا، درگذشت.

## گزیده فیلم‌شناسی

### کارگردان
- استخوان (۱۹۷۲)
- هنوز زنده است (۱۹۷۴)
- هنوز زنده است ۲ (۱۹۷۸)
- جلوه‌های ویژه (۱۹۸۴)
- هنوز زنده است ۳ (۱۹۸۷)
- آمبولانس (۱۹۹۰)
- گانگستای اصلی (۱۹۹۰)

### فیلم‌نامه‌نویس
- موبایل [داستان] (۲۰۰۴)
- باجه تلفن (۲۰۰۲) (نویسنده)
- عمو سام (۱۹۹۶)
- متخصص (۱۹۹۵)
- گناهکار به اندازه گناه (۱۹۹۳)
- جسددزدها (فیلم ۱۹۹۳) [داستان] (۱۹۹۳)
- آمبولانس (۱۹۹۰)
- جلوه‌های ویژه (۱۹۸۴)
- ستوان کلمبو [داستان] [اپیزود "An Exercise in Fatality"] (۱۹۷۴)
- ستوان کلمبو [داستان] [اپیزود "Candidate for Crime"] (۱۹۷۳)
- ستوان کلمبو [داستان] [اپیزود "Any Old Port in a Storm"] (۱۹۷۳)
- یک میلیون جرینگی (۱۹۷۲)
- استخوان (۱۹۷۲)
- فراری [اپیزود "Scapegoat"] [داستان] (۱۹۶۵)
- فراری [اپیزود "Escape into Black"] [تله‌پلی] (۱۹۶۴)

### تهیه‌کننده
- استخوان (۱۹۷۲)